# مدال چرن
مدال چرن (انگلیسی: Chern Medal) جایزه‌ای بین‌المللی است که دستاورد برجسته یک عمر در بالاترین سطح در زمینه ریاضیات را ارج می‌نهد. این جایزه در کنگره جهانی ریاضی‌دانان (ICM) اهدا می‌گردد که هر چهار سال یک بار برگزار می‌شود. این جایزه به افتخار ریاضی‌دان فقید چینی، شیینگ-شن چرن، نام‌گذاری شده است.